# Fédération pour les langues régionales dans l'enseignement public
La Fédération pour les langues régionales dans l'enseignement public ou FLAREP regroupe les principales associations ou fédérations de parents d’élèves et/ou d’enseignants qui œuvrent au développement des langues régionales dans le service public d’éducation

## Organisation
La FLAREP  créée à Bayonne en novembre 1987 est subventionnée par le Ministère de l'Éducation nationale. Elle est le porte-parole de ses membres vis-à-vis des pouvoirs publics,.
- Président : Thierry Delobel (Pays basque)
- Vice-présidents : Aurélie Filain (Créole) et David Redouté (Breton)
- Trésorier : Marc Bron (Savoie)
- Secrétaire : Alà Baylac-Ferrer (Catalogne)

## Associations adhérentes
| Territoire        | Nom association |
| ----------------- | --- |
| Alsace/Moselle    | APEPA (Association de parents d'élèves en Alsace dans le Bas-Rhin et le Haut-Rhin de la maternelle au lycée)                        |
| Alsace/Moselle    | BIPASS - BILINGUISME PARITAIRE À SARREGUEMINES                                                                                      |
| Alsace/Moselle    | CULTURE ET BILINGUISME / ALSACE ET MOSELLE RENE SCHICKELE-GESELLSCHAFT                                                              |
| Alsace/Moselle    | ELTERN 68 (Association de parents d’élèves de l’enseignement bilingue (Haut-Rhin))                                                  |
| Pays basque       | IKAS-BI (Pour le bilinguisme en Pays basque)                                                                                        |
| Bretagne          | Div Yezh Breizh (Association de parents d’élèves pour l’enseignement du breton à l’école publique).                                 |
| Catalogne         | APA (Associscio de Pares d'Alumnes per a l'Ensenyament del Català / Association de Parents d'Elèves pour l'Enseignement du Catalan) |
| Catalogne         | APLEC (Associació Per a L'Ensenyament del Català / Association pour l'enseignement du Catalan) ; association fondatrice             |
| Corse             | Scola Corsa Bastia |
| DOM               | GEREC (Groupe d'études et de recherches en espace créolophone et francophone)                                                       |
| Réunion           | ACCR (Association des Certifiés de Créole de la Réunion)                                                                            |
| Réunion           | Association pour l’Enseignement de la Langue et de la Culture Réunionnaises                                                         |
| Flandre française | Maison du Néerlandais - BAILLEUL |
| Flandre française | Institut de la langue régionale flamande ou ANVT                                                                                    |
| Occitanie         | FELCO (Fédération des enseignants de langue et culture d'oc)                                                                        |
| Occitanie         | OC-BI (Association pour le bilinguisme français/occitan dans l’enseignement public)                                                 |
| Savoie            | AES (Association des Enseignants de Savoyards)                                                                                      |
| Savoie            | Savoué Ecula2 (Fédération de parents d'élèves pour l'enseignement bilingue francoprovençal/français)                                |